# Operatie Doomsday

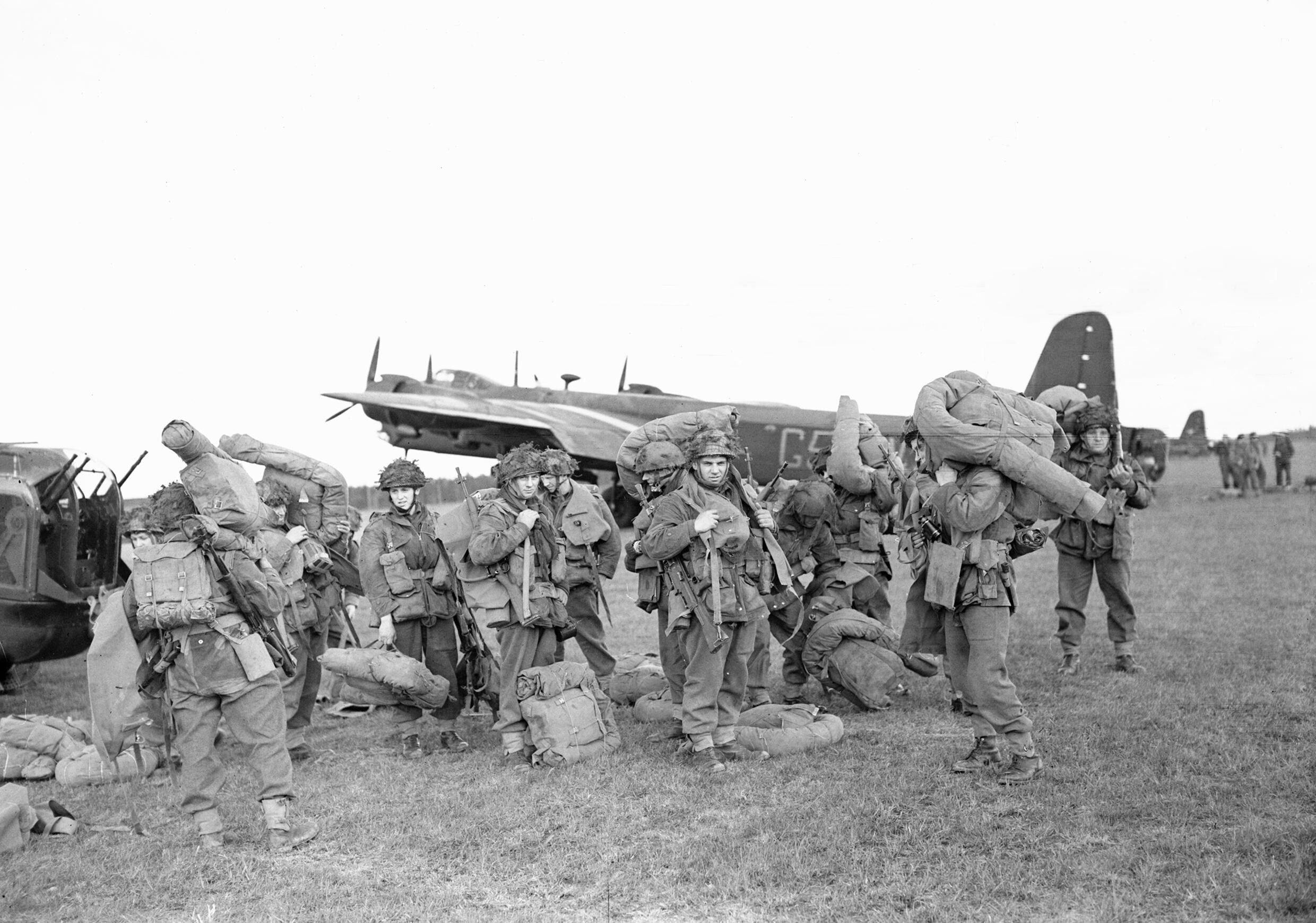
Britse militairen van de 1e Luchtlandingsdivisie, net nadat ze met een Stirling-vliegtuig zijn geland bij Oslo.

Operatie Doomsday trad direct in werking na de Duitse overgave aan het einde van de Tweede Wereldoorlog op 8 mei 1945. De Britse 1e Luchtlandingsdivisie landde op 9 mei, en de dagen daarna bij Oslo en Stavanger als onderdeel van een overgangsbewind. De 1e Luchtlandingsdivisie werd gevolgd door andere geallieerde legeronderdelen en een Noorse politiemacht die vanuit Zweden de grens overtrok. Zij vormden samen Force 134, die moest toezien op een gecontroleerde Duitse overgave in Noorwegen en sabotage voorkomen tegen belangrijke militaire en publieke doelen.

## Achtergrond
De geallieerden waren in 1943 begonnen met maken van plannen wat er met Noorwegen moest gebeuren na een Duitse overgave. Er zou een bezettingsmacht worden gevormd onder de naam Force 134. Deze zou naast Noorse troepen die in Schotland waren getraind bestaan uit de 52e infanteriedivisie, een aantal Amerikaanse legeronderdelen en zo'n twaalfduizend Noorse politiemannen die in het neutrale Zweden gestationeerd waren. Indien nodig konden vanuit Duitsland snel troepen worden overgebracht naar Noorwegen.
Force 1943 kwam onder leiding te staan van generaal Andrew Thorne. Bij de Britse geheime dienst geloofde men dat hij hoog aanzien stond bij Adolf Hitler die Thorne had ontmoet toen hij van 1934 tot 1935 als Brits militair attaché in Berlijn zat. Na verschillende Britse commandoacties in Noorwegen in 1941 had Hitler versterkingen gestuurd naar Noorwegen. Met de benoeming van Thorne hoopte de Britten dat Hitler nog meer troepen naar Noorwegen zou zenden, zodat deze ergens anders niet konden worden ingezet.
Bij de bevrijding van Noorwegen werd met twee scenario's rekening gehouden. In het eerste scenario zouden alle Duitse troepen in Noorwegen zich overgeven als onderdeel van een totale onvoorwaardelijke overgave van Duitsland. In het tweede scenario mochten de geallieerden sterke Duitse tegenstand verwachten.
Thorne was in zijn plannen sterk aangewezen om Milorg, het Noorse verzet. Deze organisatie had veertigduizend leden, was goed bewapend en getraind door zo'n honderd SOE-agenten die in Noorwegen waren gedropt. De organisatie zou als belangrijk doel hebben te voorkomen dat Duitse troepen op grote schaal sabotage konden plegen.
De 52e Luchtlandingsdivisie werd in september 1944 in de plannen vervangen voor de 1e Luchtlandingsdivisie die onder leiding stond van generaal-majoor Roy Urquhart. Deze divisie had echter grote verliezen geleden tijdens Operatie Market Garden en was pas op 1 mei 1945 op volle gevechtssterkte.
In de nasleep van de Slag om Arnhem was de 4e Parachutistenbrigade ontbonden. Het restant was opgegaan in de 1e Parachutistenbrigade. Als vervanging was de 1e Onafhankelijke Poolse Parachutistenbrigade toegewezen aan de divisie, samen met de Noorse Parachutecompagnie. Op 4 mei hoorde Urquhart echter dat de Polen in Duinkerke werden ingezet. Ook de 1e Parachutistenbrigade werd aan zijn bevel onttrokken. Een bataljon werd in Denemarken ingezet, terwijl de andere twee bataljons achter de hand werden gehouden. Als vervanging kreeg Urquhart een brigade van de Special Air Service toegewezen.

## Ontwikkelingen in Noorwegen
In september 1944 keerde Duitslands bondgenoot Finland zich tegen hen. Dit mondde uit in de Laplandoorlog. Begin 1945 was nog maar een klein deel van Finland in Duitse handen. In Noorwegen waren de Duitsers ook begonnen met het zich terugtrekken uit het grensgebied met Finland. Het leger trok zich terug op Lyngen waar versterkte stellingen werden ingenomen.
De Duitse strijdkrachten in Noorwegen stonden sinds januari 1945 onder bevel van generaal Franz Böhme. Er bevonden zich elf divisies en vijf brigades. Bovendien was het de uitvalbases van minstens 27 U-boten. Samen met het ondersteunend personeel bevonden zich tussen de 350.000 en 380.000 Duitsers in Noorwegen aan het einde van de oorlog.
Het strategisch belang van Noorwegen nam toe doordat de geallieerden in de tweede helft van 1944 snel oprukten in West-Europa. Daardoor verdwenen daar de uitvalbases voor de U-boten. De Noorse havens waren van belang om de duikbootoorlog voor te zetten. Adolf Hitler weigerde daarom een verzoek van generaal Heinz Guderian om divisies uit Noorwegen terug te trekken zodat ze voor de verdediging van Duitsland konden worden ingezet. Hitler vreesde bovendien dat het terugtrekken van troepen voor het tot dan toe neutrale Zweden aanleiding kon zijn aan om de kant van de geallieerden te kiezen.
Op 3 mei liet de Kriegsmarine nog weten dat de duikbootoorlog werd voortgezet, zelfs als Duitsland geheel bezet was. Pas op 4 mei ging er een order uit van het hoofdkwartier van de Wehrmacht dat er geen acties mochten plaatsvinden die de geallieerden zouden provoceren.

### Duitse overgave
Vroeg in de ochtend van 7 mei gaf de nieuwe rijkskanselier Karl Dönitz alle Duitse troepen de opdracht zich onvoorwaardelijk over te geven. Generaal Böhme kreeg op 8 mei de opdracht dat alle Duitse militairen zich moesten terugtrekken uit steden en van grens met Zweden naar speciaal aangewezen gebieden waar ze ontwapend zouden worden. Alle hoge nazi-beambten zouden onder arrest worden geplaatst.

## Aankomst geallieerde troepen in Noorwegen

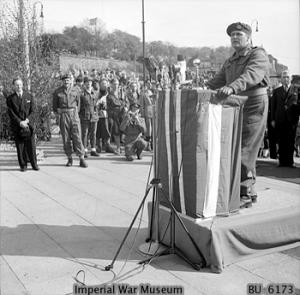
Kroonprins Olaf spreekt bij aankomst de menigte toe, terwijl generaal Roy Urquhart (tweede van links) vanaf de zijkant toekijkt.

De eerste onderdelen van de 1e Luchtlandingsdivisie en de Noorse Parachutistencompagnie kwamen in de ochtend van 9 mei aan. Zij werden met transportvliegtuigen ingevlogen naar Stavanger en Oslo. Wegens slechts weer kon een deel van de vliegtuigen Oslo niet bereiken. Een vliegtuig verongelukte, waarbij 41 man het leven verloor.
Op 10 mei was gepland dat twee bataljons van de 1e Luchtlandingsdivisie Oslo zouden binnen trekken. Omdat een groot deel van de divisie Oslo niet had bereikt trok aanvankelijk slechts een kleine groep in de Noorse hoofdstad. De Britten, die enthousiast werden ontvangen door de Noorse bevolking, waren nerveus omdat ze in aantal ver in de minderheid waren ten opzichte van de Duitsers. De overgave en overgave verliep echter voorspoedig. De Duitsers ontruimde zelfs een aantal mijnenvelden, wat leidde tot een aantal slachtoffers aan hun kant. De enige Duitse tegenstand vond plaats in Trondheim, waar de bemanning van een aantal U-boten zich verzette.
Tot de komst van de hoofdmacht van Force 134 lag het opperbevel bij generaal-majoor Urquhart. Hij verwelkomde kroonprins Olaf en drie ministers van de Noorse regering in ballingschap die per boot arriveerde. Generaal Thorne arriveerde op 13 mei en nam toen het opperbevel over. Hij was de facto het hoofd van de regering tot de komst van koning Haakon op 7 juni. Thorne keerde zelf in oktober terug naar Groot-Brittannië. Gedurende de operatie werden zo'n vierhonderd militairen onder leiding van majoor Frederick Gough overgevlogen naar Arnhem waar zij meededen aan de opnames van de film Theirs is the glory over de Slag om Arnhem.
De 1e Luchtlandingsdivisie droeg zorg voor het onderbrengen en de bewaking van Duitse krijgsgevangen, de opsporing van oorlogsmisdadigers, het verwijderen van mijnen en boobytraps en de opvang van geallieerde krijgsgevangenen die Noorwegen waren ondergebracht, het merendeel Russen. Het grootste deel van de tachtigduizend Russen had medische zorg nodig vanwege de slechte behandeling door de Duitsers.
De 1e Luchtlandingsdivisie hield zich in eerste instantie vooral op in de steden Oslo, Stavanger en Kristiansand, terwijl het Noorse verzet de macht overnam in de rest van het land. Daarbij kreeg zij steun van de twaalfduizend Noorse politietroepen die vanaf 10 mei Noorwegen binnen trokken.

## Nasleep
De 1e Luchtlandingsdivisie keerde aan het einde van de zomer van 1945 terug naar Engeland, en het personeel ging met verlof. In de oorspronkelijke plannen zou de 6e Luchtlandingsdivisie naar het Verre Oosten vertrekken om het op te nemen tegen Japan. Door de Japanse overgave in augustus 1945 was dat niet langer nodig. In de naoorlogse plannen voor het Britse leger was er slechts ruimte voor een luchtlandingsdivisie. Op basis van senioriteit was de 1e Luchtlandingsdivisie daarvoor de aangewezen divisie. Toch werd deze divisie in november 1945 ontbonden, omdat zij nog steeds onderbemand was. De restanten gingen op in de 6e Luchtlandingsdivisie.